# Via Traiana Nova
Via Traiana Nova (tidigare känd som Via Regia) var en romersk väg som började byggas av kejsaren Trajanus i provinsen Arabia petraea, från Aqaba vid Röda havet till Bostra. Det blev känd som Via Traiana Nova för att särskilja den från Via Traiana i Italien. Ibland kallades vägen också helt enkelt Via Nova eller Via Nova Traiana. Vägen började byggas strax efter annekteringen av Arabien, under övervakning av guvernör Gaius Claudius Severus, och slutfördes under kejsare Hadrianus regeringstid. Konstruktionen påbörjades 107 e.Kr. Den första delen av vägen att påbörjas var delen mellan Petra och Amman, vilken blev klar år 111. Året därpå slutfördes den sydliga sträckningen av vägen mellan Petra och Aqaba och år 114 slutfördes även den nordliga sträckningen mellan Amman och Bostra. Längs vägen byggdes flera mansios och milstolpar blev regelbundet utplacerade. Restaureringar av vägen blev gjorda av flera kejsare efter Trajanus, några av de viktigaste av Marcus Aurelius, Lucius Aurelius Commodus och Caracalla.